# 朝霞市立朝霞第一中学校
朝霞市立朝霞第一中学校（あさかしりつ あさかだいいちちゅうがっこう）は、埼玉県朝霞市大字膝折にある公立中学校。

## 沿革

### 経緯
1947年に朝霞町立朝霞中学校として設立された。その後、1957年9月に内間木中学校を統合した。1966年には、朝霞第二中学校の開校に伴い、校名を朝霞第一中学校に改める。また、2006年に現在地に移転した。

### 年表
- 1947年4月1日 - 朝霞町立朝霞中学校として設立される。
- 1957年9月1日 - 朝霞町立朝霞中学校と朝霞町立内間木中学校が統合される。
- 1957年11月6日 - 新校舎落成。
- 1957年11月12日 - 新校舎入校式(開校記念日)。
- 1958年11月12日 - 校歌制定。
- 1960年4月8日 - 体育館落成。
- 1961年11月18日 - 後校舎増築。
- 1964年10月23日 - 分教場開設。
- 1966年4月1日 - 校名を朝霞町立朝霞第一中学校と改称・朝霞町立朝霞第二中学校分離。
- 1967年3月15日 - 朝霞町の市制施行によって朝霞市立朝霞第一中学校と改称。
- 1967年4月1日 - 特殊学級開設。
- 1968年4月1日 - 完全給食実施。
- 1973年4月1日 - 朝霞町立朝霞第三中学校分離。
- 1977年4月1日 - 朝霞町立朝霞第四中学校分離。
- 2006年3月1日 - 新校舎落成。
- 2006年4月1日 - 新校舎に移転。

## 学校行事
- 4月 入学式、離任式、生徒会オリエンテーション
- 5月 修学旅行、一学期中間テスト、生徒総会
- 6月 体育祭、学総、一学期期末テスト
- 7月 修了式
- 8月 海外親善派遣、全日本フライングディスク大会
- 9月 文化部発表会、修学旅行
- 10月 二学期中間テスト、合唱コンクール、生徒会役員選挙
- 11月 ふれあい講演会、持久走大会、フィールドワーク、二学期期末テスト
- 12月 特別支援学級
- 1月　冬休み
- 2月 スキー林間、職業体験学習（キャリア学習）、学期末テスト
- 3月、卒業式、修了式

## 生徒会

### 組織
- 生徒総会　本生徒会の最高決議機関。毎年1回以上会長が招集、その他会長が必要と認めた場合、臨時に開くことが出来る。
- 生徒会本部　会長1名、副会長2名、書記2名、会計2名、計7名の役員をおく。本部役員は全会員(生徒全員)より選ばれ、任期は1年。
- 専門委員会　生徒総会の決議にもとづき活動する。自治、生活、給食、体育、図書、美化、放送、保健の8つの専門委員会をおく。委員長は互選により務める。
- 生徒自治委員会　毎月一回以上会議を開き生徒会全般の問題について審議する。また必要に応じて拡大自治委員会を開くことが出来る。
- 拡大自治委員会　生徒会本部役員、クラス自治委員及び各専門委員会委員長をもって構成し議長は互選により務める。
- 部活動　生徒総会の決議にもとづき活動する。会員の趣味を生かし、その研究を進める。運動部は、バドミントン、サッカー、女子ソフトテニス、男子ソフトテニス、ソフトボール、野球、陸上競技、女子バスケットボール、男子バスケットボール、剣道、卓球、水泳、女子バレーボール、フライングディスクの計14の部があり、文化部は、美術、吹奏楽、演劇、家庭科、華道・茶道、囲碁将棋、科学の計7つの部があったが、そのうち華道・茶道、科学は廃部のため5つになる。よって、合わせて19の部で成り立っている。

### 選挙
- 生徒会役員選挙は9月に5限又は6限を使用して行われる。
- 記名式である。

## 出身者
- 土井杏南 - 陸上競技選手
- 本田美奈子. - 歌手
- 富岡勝則 - 朝霞市長
- 大栄翔勇人 - 大相撲力士
- 後藤拓実 - お笑い芸人（四千頭身）
- 指出毬亜 - 声優